# آبلدا
آبلدا (بالألمانية: Apolda) هي مدينة وmunicipality of Germany تقع في ألمانيا في تورينغن. يقدر عدد سكانها بـ 24,500 نسمة .

## المدن التوأمة
مدن Seclin، Mark Municipality ورابيد سيتي (داكوتا الجنوبية) هي مدن توأمة لـآبلدا.

## أعلام
- مارك أشلي
- والتر غوردون
- رولف يان
- مارتن كلينك
- إليزابيث بلوخمان